# Рипсалисовые
Рипса́лисовые, или Рипса́лисные, или Прутовико́вые (лат. Rhipsalideae) — триба подсемейства Кактусовые (Cactoideae) семейства Кактусовые (Cactaceae). Объединяет четыре рода растений.
Растения этой трибы — большей частью эпифиты, растущие в тропических лесах на деревьях; некоторые виды растут на скалах и на земле. Ареал трибы охватывает Северную и Южную Америку; кроме того, несколько видов рипсалисов встречается в Африке и на Шри-Ланке.

## Классификация
В трибу входят четыре рода (число видов указано по данным The Plant List):
| Латинское название      | Русское название       | Число видов |
| ----------------------- | ---------------------- | ----------- |
| Hatiora Britton & Rose  | Хатиора                | 8           |
| Lepismium Pfeiff.       | Леписмиум              | 8           |
| Rhipsalis Gaertn. typus | Рипсалис, или Прутовик | 52          |
| Schlumbergera Lem.      | Шлюмбергера            | 7           |